# Perii Vadului
Perii Vadului – wieś w Rumunii, w okręgu Sălaj, w gminie Ileanda. W 2011 roku liczyła 124 mieszkańców.